# Jeremiah Morrow
Jeremiah Morrow, född 6 oktober 1771 nära Gettysburg, Pennsylvania, död 22 mars 1852 i Lebanon, Ohio, var en amerikansk politiker. Han representerade delstaten Ohio i båda kamrarna av USA:s kongress. Han var ledamot av USA:s representanthus 1803-1813 och 1840-1843 samt ledamot av USA:s senat 1813-1819. Han var den nionde guvernören i Ohio 1822-1826.
Morrow härstammade från Ulsters skottar. Han flyttade 1795 till Nordvästterritoriet.
När Ohio 1803 blev delstat, valdes Morrow som demokrat-republikan till representanthuset. I tio år representerade han hela Ohio som enda ledamot i representanthuset. När han 1813 blev senator, efterträddes han av sex nya kongressledamöter från Ohio. Morrow kandiderade inte till omval efter en mandatperiod i senaten. Morrow vann 1822 och 1824 guvernörsval i Ohio.
Demokrat-republikanerna försvann från USA:s politiska karta och Morrow gick med i whigpartiet. Kongressledamoten Thomas Corwin avgick 1840 och Morrow vann fyllnadsvalet för att representera Ohios fjärde distrikt i representanthuset. Han valdes också till den efterföljande tvååriga mandatperioden. Morrow bestämde sig för att inte kandidera till omval i kongressvalet 1842.
Morrows grav finns på Union Cemetery i Loveland, Ohio. Morrow County, Ohio har fått sitt namn efter Jeremiah Morrow.